# Lanier County
Das Lanier County ist ein County im Bundesstaat Georgia der Vereinigten Staaten. Der Verwaltungssitz (County Seat) ist Lakeland, benannt nach den vielen Seen der Umgebung.

## Geographie
Das County liegt im Süden von Georgia, ist etwa 40 km von der Nordgrenze Floridas entfernt und hat eine Fläche von 518 Quadratkilometern, wovon 34 Quadratkilometer Wasserfläche sind und grenzt im Uhrzeigersinn an folgende Countys: Atkinson County, Clinch County, Echols County, Lowndes County und Berrien County.
Das County ist Teil der Metropolregion Valdosta.

## Geschichte
Lanier County wurde am 7. August 1920 als 155. County in Georgia gebildet. Benannt wurde es nach dem in Georgia ansässigen Poeten Sidney Lanier.

## Demografische Daten
Laut der Volkszählung von 2010 verteilten sich die damaligen 10.078 Einwohner auf 3.608 bewohnte Haushalte, was einen Schnitt von 2,72 Personen pro Haushalt ergibt. Insgesamt bestehen 4.249 Haushalte.
72,8 % der Haushalte waren Familienhaushalte (bestehend aus verheirateten Paaren mit oder ohne Nachkommen bzw. einem Elternteil mit Nachkomme) mit einer durchschnittlichen Größe von 3,18 Personen. In 40,7 % aller Haushalte lebten Kinder unter 18 Jahren sowie in 23,0 % aller Haushalte Personen mit mindestens 65 Jahren.
29,9 % der Bevölkerung waren jünger als 20 Jahre, 29,1 % waren 20 bis 39 Jahre alt, 25,2 % waren 40 bis 59 Jahre alt und 15,9 % waren mindestens 60 Jahre alt. Das mittlere Alter betrug 33 Jahre. 50,4 % der Bevölkerung waren männlich und 49,6 % weiblich.
70,6 % der Bevölkerung bezeichneten sich als Weiße, 23,7 % als Afroamerikaner, 0,5 % als Indianer und 1,0 % als Asian Americans. 1,7 % gaben die Angehörigkeit zu einer anderen Ethnie und 2,3 % zu mehreren Ethnien an. 4,6 % der Bevölkerung bestand aus Hispanics oder Latinos.
Das durchschnittliche Jahreseinkommen pro Haushalt lag bei 31.682 USD, dabei lebten 28,2 % der Bevölkerung unter der Armutsgrenze.

## Kultur und Sehenswürdigkeiten

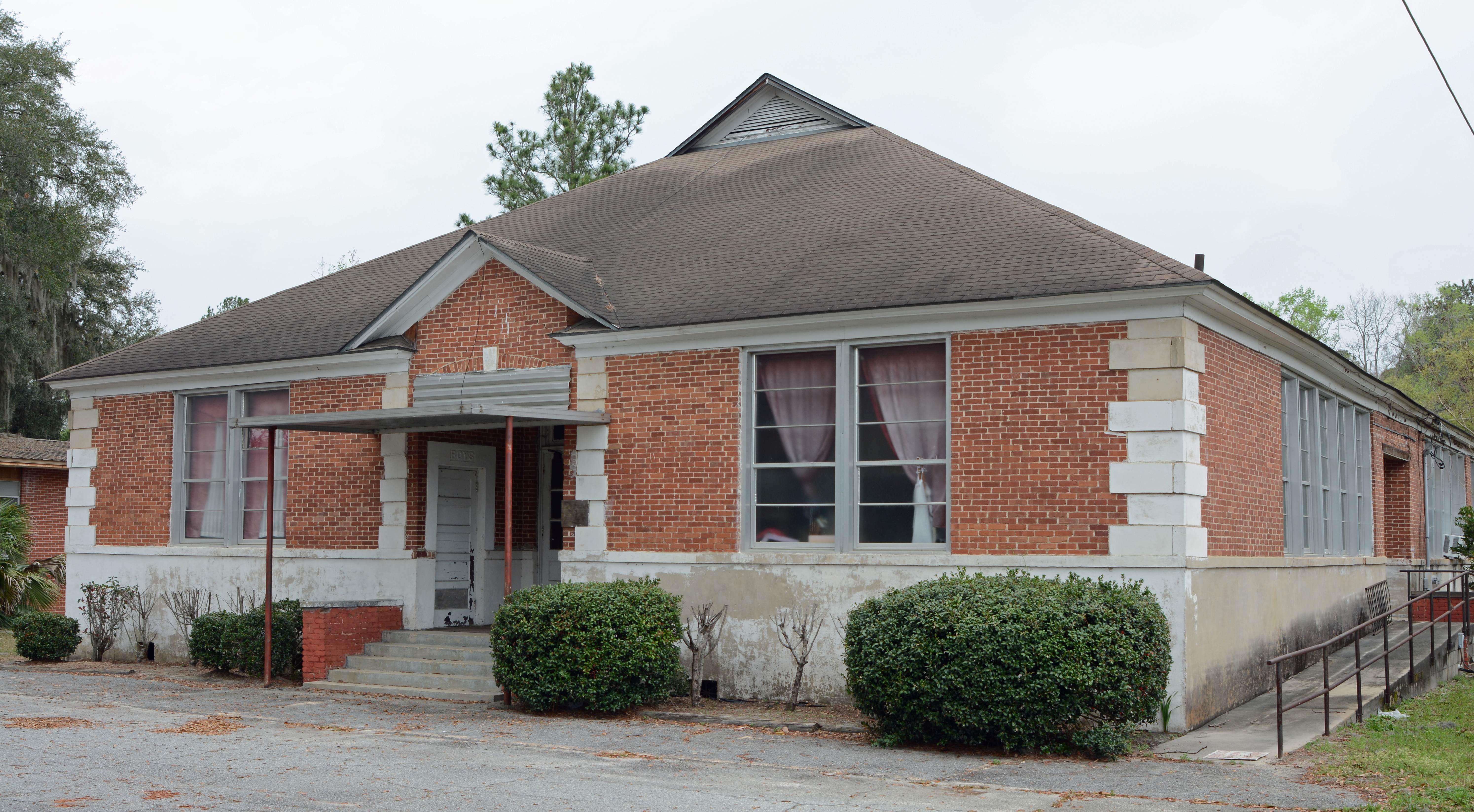
Lanier County Auditorium and Grammar School in Lakeland (2016). Bei dem Objekt handelt es sich um zwei Gebäude, die beide im Jahr 1925 entstanden. Die eigentliche Schule weist acht Klassenzimmer auf, während das Auditorium 600 Zuhörern Platz bietet. Die Schulgebäude sind die einzig verbliebenen aus dem Gründungsjahrzehnt des County. Im April 1986 wurde die Lanier County Auditorium and Grammar School als bisher einziges Bauwerk des County in das NRHP eingetragen.

Mit der Lanier County Auditorium and Grammar School ist ein Bauwerk im County im National Register of Historic Places („Nationales Verzeichnis historischer Orte“; NRHP) eingetragen (Stand 7. Februar 2024).

## Orte im Lanier County
Orte im Lanier County mit Einwohnerzahlen der Volkszählung von 2010:
City:
- Lakeland (County Seat) – 3366 Einwohner